# Ariadna monticola
Ariadna monticola là một loài nhện trong họ Segestriidae.
Loài này thuộc chi Ariadna. Ariadna monticola được Tord Tamerlan Teodor Thorell miêu tả năm 1897.